# 삼성문학상
삼성문학상은 삼성문화재단과 문학사상사가 공동주최하는 문학상이다. 소설 5000만원, 희곡과 동화 각각 2000만원의 상금이 있다. 삼성문예상으로 시상하다가 1998년부터 삼성문학상으로 시상한다.

## 역대 수상자
- 1993년 제23회 장편 김향이『달님은 알지요』
- 1996년 장편 김혜리 『미루나무가 쓰는 편지』
- 1997년 장편 이경순 『날아라 나무새』
- 1997년 장편문학 문성혜『그린란드에도 꽃이 핀다』 희곡문학 김명화 『새들은 횡단보도로 건너지 않는다』장편동화 이경순『찾아라 고구려 고분벽화』
- 1998년 소설부문 변왕중『소멸의 의식』 희곡부문  박수진『춘궁기』 동화 정성란『시누 고개 도깨비』
- 1999년 제28회 장편소설 김성아『장미정원』 희곡문학상 임태훈『애벌레』장편동화 안주영 『부들이』[1]
- 2000년 박경철 『마음의 지도』장편 이미애 『반쪽이』
- 2001년 장편소설 은미희『비둘기집 사람들』 장막희곡 위기훈 『검정 고무신』 장편동화 나윤빈 『선생님, 울지 마세요』